# Christopher Nöthe
Christopher Nöthe (* 3. Januar 1988 in Castrop-Rauxel) ist ein ehemaliger deutscher Fußballspieler.

## Karriere
Christopher Nöthe begann seine Karriere beim VfR Rauxel in Castrop-Rauxel. Schon bald wurde sein Talent erkannt und er wechselte in die Jugendabteilung des FC Schalke 04. Nach vier Jahren verließ er Schalke und wechselte mit 13 Jahren in die Jugend des VfL Bochum. Dort spielte er ein Jahr lang, bevor er ab 2002 für die Jugendmannschaften von Borussia Dortmund spielte. In der Saison 2006/07 wurde Nöthe erstmals in die zweite Mannschaft des BVB berufen. Dort erzielte er in sechs Partien als Einwechselspieler drei Tore. In der Saison 2007/08 war er Stammspieler bei der zweiten Mannschaft von Borussia Dortmund. Sein erstes Bundesligaspiel bestritt Nöthe am 29. September 2007 bei der 1:3-Niederlage des BVB im Spiel beim Karlsruher SC; am 5. Oktober 2007 stand er beim 2:1-Sieg gegen den VfL Bochum erstmals in der Bundesliga-Startelf.
Im Juni 2008 wurde bekannt, dass Nöthe für eine Spielzeit vom BVB zum Zweitligaaufsteiger Rot-Weiß Oberhausen verliehen wird. Dort kam er nach einer schweren Verletzung nur in der Rückrunde zum Einsatz, brachte es dort jedoch bei fünf Treffern in 14 Spielen auf eine gute Quote. Zur Saison 2009/10 wechselte er zur SpVgg Greuther Fürth, wo er einen Dreijahresvertrag unterschrieb. In seinem ersten Jahr nach seiner Rückkehr kam er nicht nur als einziger Spieler des Teams in allen 34 Saisonspielen zum Einsatz, sondern war mit 15 Toren erfolgreichster Torschütze. Die Saison 2010/11 war dann aber von Verletzungen gekennzeichnet. Nachdem eine Knieverletzung bereits die Saisonvorbereitung beeinträchtigt hatte, kostete ihn eine notwendige Schulteroperation ab dem 4. Spieltag den Großteil der Hinrunde. Eine Fußverletzung im Februar 2011 führte schließlich zu einem vorzeitigen Saisonende für Nöthe. In der Spielzeit 2011/12 wurde die SpVgg Meister der zweiten Liga und schaffte den erstmaligen Aufstieg in die Fußball-Bundesliga. Christopher Nöthe war daran mit 13 Toren in 28 Einsätzen beteiligt. Nachdem er im Laufe der Saison 2012/13 kaum zum Einsatz gekommen war, wurde sein Vertrag von Seiten des Vereins nicht verlängert.
Zur Saison 2013/14 wurde Nöthe vom Zweitligisten FC St. Pauli verpflichtet. Er unterschrieb einen Vertrag mit einer Laufzeit bis zum 30. Juni 2016. Ab der Saison 2015/16 stand Nöthe bei Arminia Bielefeld unter Vertrag. Nach vielen Verletzungen verließ Nöthe die Ostwestfalen mit Vertragsablauf nach vier Jahren.